# Шекспир, Джоан
Джоан Шекспир (англ. Joan Shakespeare; крещена 15 апреля 1569, Стратфорд-на-Эйвоне, Уорикшир, Королевство Англия — похоронена 4 ноября 1646) — младшая сестра Уильяма Шекспира, жена шляпника Уильяма Харта. Единственный член семьи драматурга, потомки которого по-прежнему существуют. Стала персонажем ряда литературных произведений, посвящённых её брату.

## Биография
Джоан Шекспир родилась в 1569 году в Стартфорде-на-Эйвоне, в семье Джона Шекспира и Мэри Арден. Она стала женой шляпника Уильяма Харта, от которого родила четырёх детей: Уильяма (1600—1639), Мэри (1603—1606), Томаса (1605—1661) и Майкла (1608—1618). В 1616 году Джоан овдовела. Спустя всего неделю умер и её старший брат Уильям, оставивший сестре 20 фунтов стерлингов, немного одежды и право жить в западной части семейного дома на Хенли-стрит за символическую плату — один шиллинг в год. В этом доме Джоан и умерла в 1646 году, в возрасте 77 лет.
Томас Харт, единственный сын Джоан, переживший её, унаследовал весь дом. Его потомки в XVIII веке уже считали себя прямыми потомками Уильяма Шекспира.

## В литературе
Вирджиния Вулф в эссе «Своя комната» пишет о сестре Уильяма Шекспира по имени Джудит (неясно, спутала ли она Джоан Харт с дочерью драматурга Джудит Куини или намеренно создала новый образ). В этом эссе сестра Шекспира проявляет литературный талант, но родители отказываются дать ей образование. Чтобы не выходить замуж за навязанного ей мужчину, она сбегает из дома, пытается присоединиться к театральной труппе, позже беременеет и, всеми брошенная, кончает с собой.
Джоан Шекспир появляется в романе Лори Лоулор «Две любви Уилла Шекспира» (2006), где она изображена как начинающая поэтесса, возмущённая сексистскими ограничениями. Джоан пишет сонеты, один из которых ворует её брат. В пьесе Верна Тиссена «Завещание Шекспира» Джоан — антагонистка главной героини, Энн Хэтэуэй.